# Deutscher Verband für Modernen Fünfkampf
Der Deutsche Verband für Modernen Fünfkampf e. V. (DVMF) ist der zuständige Verband im Deutschen Olympischen Sportbund (DOSB) für den Modernen Fünfkampf.

## Organisation
Der Verband wurde am 27. Mai 1961 in Warendorf gegründet und fungiert als Dachverband von zwölf Landesverbänden. Die Geschäftsstelle hat ihren Sitz in Darmstadt, aktueller Präsident ist Michael Scharf.
Insgesamt sind im DVMF über 120.000 Mitglieder organisiert. Er ist Mitglied des Weltverbands UIPM.

## Sportliches
Der Bundeskader wird zurzeit von fünf Trainern betreut. Die einzigen beiden deutschen Olympiasieger in der Sportart sind Gotthard Handrick (1936) und Lena Schöneborn (2008). Schöneborn ist außerdem die erfolgreichste Athletin in der Geschichte des Modernen Fünfkampfes. 

## Sportarten
Auf nationaler Ebene werden folgende Wettbewerbe organisiert:
- Moderner Fünfkampf: Mehrkampf aus Degenfechten, Schwimmen, Springreiten und kombiniertem Querfeldein-Lauf mit Laserpistolenschießen.
- Biathle: Laufen, Schwimmen und Laufen (nicht zu verwechseln mit Biathlon, Aquathlon oder Duathlon)
- Triathle: Sportart, bei der die Disziplinen Schießen, Schwimmen und Laufen direkt nacheinander ausgetragen und mehrfach wiederholt werden (nicht zu verwechseln mit Triathlon).
- Laser Run: Sportart, bei der die Disziplinen Laufen und Schießen mit einer Laserpistole direkt nacheinander ausgetragen und mehrfach wiederholt werden.